# Sidi Barrani

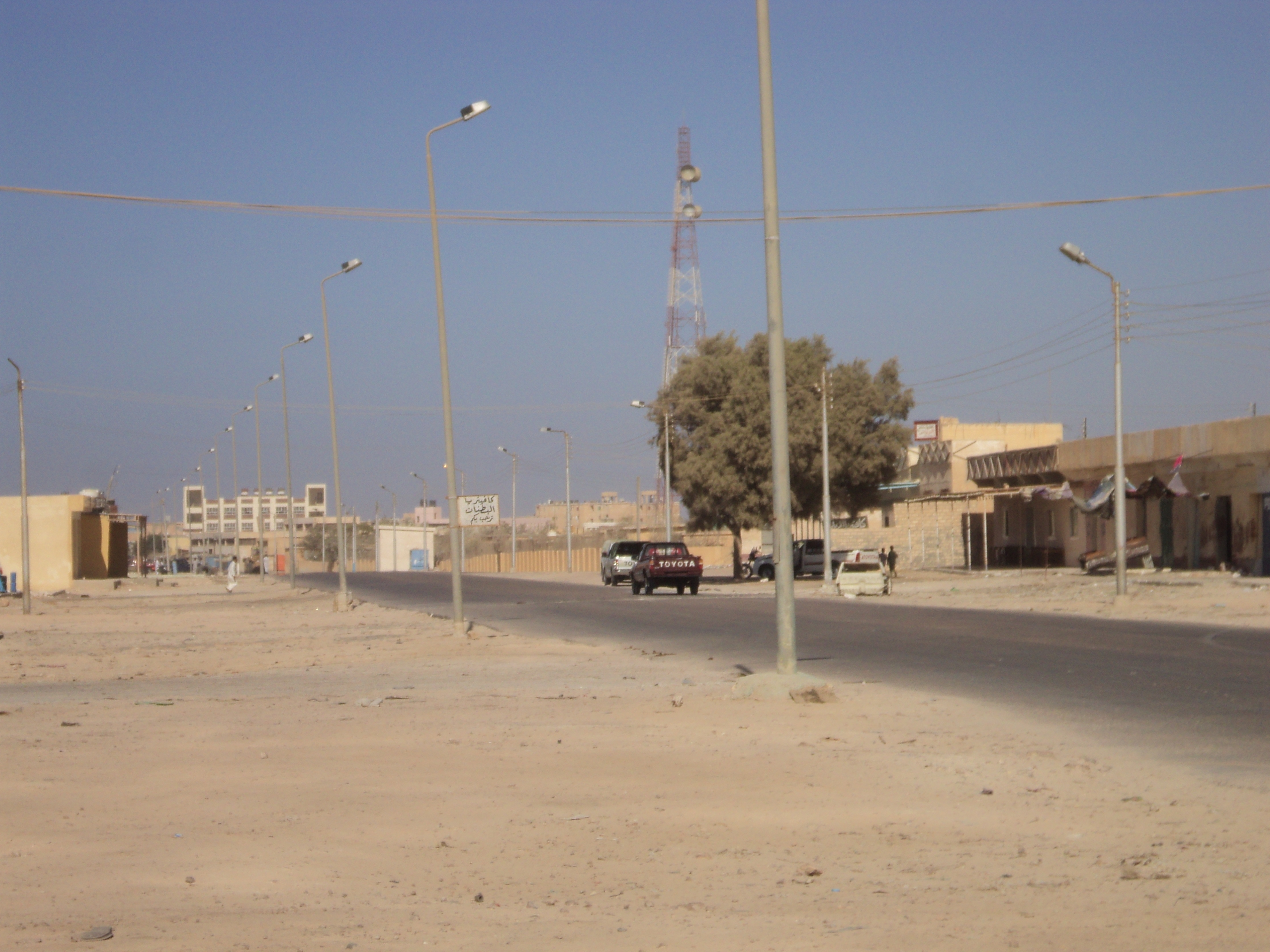
Sidi Barrani

Sidi Barrani (arabisch سيدي برّاني, DMG Sīdī Barrānī) ist eine kleine Gemeinde im nordwestlichen Teil Ägyptens. Benannt ist der Ort nach Sidi es-Saadi el Barrani, ein Scheich der Senussi, der ein Oberhaupt dieses Bezirks, seiner Zawiya war. Der Ort ist heute hauptsächlich eine Beduinenstadt ohne bedeutende wirtschaftliche oder touristische Erschließung.
Bekannt ist Sidi Barrani vor allem durch die Kämpfe während des Afrikafeldzuges, in deren Verlauf der Ort am 16. September 1940 von italienischen Truppen eingenommen, jedoch am 10. und 11. Dezember wieder von britischen Verbänden zurückerobert wurde. Im Jahre 1942 wechselte der Ort noch zweimal den Besatzer.

## Orte in der Umgebung
- Sallum